# Chāleh Zamīn
Chāleh Zamīn (persiska: چال زَمين, Chāl Zamīn, چاله زمين) är en ort i Iran.   Den ligger i provinsen Mazandaran, i den norra delen av landet, 80 km norr om huvudstaden Teheran. Chāleh Zamīn ligger 889 meter över havet och antalet invånare är 141.
Terrängen runt Chāleh Zamīn är huvudsakligen bergig, men åt nordost är den kuperad. Chāleh Zamīn ligger nere i en dal.Runt Chāleh Zamīn är det ganska tätbefolkat, med 80 invånare per kvadratkilometer. Närmaste större samhälle är Marzanābād, 6,6 km norr om Chāleh Zamīn. I omgivningarna runt Chāleh Zamīn växer i huvudsak blandskog.